# You Can't Use My Name
You Can't Use My Name: The RSVP/PPX Sessions est un album posthume de la formation américaine Curtis Knight and The Squires (dans laquelle participait le guitariste Jimi Hendrix) paru en 2015.
Il compile les enregistrements de Curtis Knight en 1965 et 1966 (sauf pour Gloomy Monday enregistré en 1967) avec le guitariste Jimi Hendrix faisant partie des musiciens d'accompagnement The Squires avant son départ pour le Royaume-Uni où il commence sa propre carrière musicale au sein du Jimi Hendrix Experience. A part quatre instrumentaux crédités Hendrix, toutes les chansons sont de Curtis Knight.
Le titre fait référence à la stipulation de Hendrix au producteur Ed Chalpin au début de la session de 1967 :
Hendrix : Edward, tu m'entends ? Sérieusement, tu ne peux pas utiliser mon nom pour tout ça, d'accord ?
Chalpin : Aucun souci, je ne l'utiliserai pas, ne t'inquiète pas.
Pourtant peu de temps après, Chalpin autorise à Capitol Records la publication des enregistrements en album, dont le premier, intitulé Get That Feeling crédité à "Jimi Hendrix and Curtis Knight" sort en 1967. Après Hendrix, ses managers et Reprise Records, son label américain officiel, s'opposent à cette publication qui comporte en pochette une photo de Jimi lors de son concert au festival de Monterey qui l'a révélé aux Etats-Unis avec The Jimi Hendrix Experience durant l'été (ce qui n'avait rien à voir avec l'album). Pourtant, Capitol sort un deuxième album intitulé  Flashing en 1968 crédité à "Jimi Hendrix Plays, Curtis Knight Sings" avec en pochette un dessin représentant Jimi et Curtis.
Chalpin a également autorisé la publication des enregistrements à des dizaines de petits labels, qui les ont utilisées pour publier plus d'une centaine d'albums de "Jimi Hendrix". Pour donner l'apparence de nouveau matériel, les chansons ont souvent été trafiquées par montage et ajouts et ont reçu de nouveaux noms. Hendrix a commenté: "Ils [les sessions Knight / Chalpin] n'étaient rien d'autre que des jam sessions, mec, avec un groupe appelé les Squires. Non, je n'ai pas chanté sur Hush Now, qui a été doublé plus tard par Knight essayant de copier ma voix."
Après des années de litige, Experience Hendrix, une entreprise familiale qui gère l'héritage d'enregistrement d'Hendrix depuis 1995, a acquis les droits exclusifs sur le matériel Knight/Chalpin/PPX. Selon le producteur / ingénieur Eddie Kramer, You Can't Use My Name présente les meilleurs enregistrements originaux disponibles sans les retouches ultérieures.

## Liste des chansons
| 1.    | How Would You Feel                         | Knight                | 3:50 |
| 2.    | Gotta Have a New Dress                     | Knight, Samson Horton | 3:07 |
| 3.    | Don't Accuse Me                            | Knight                | 3:55 |
| 4.    | Fool for You Baby                          | Knight                | 2:14 |
| 5.    | No Such Animal                             | Hendrix               | 4:50 |
| 6.    | Welcome Home                               | Knight                | 3:47 |
| 7.    | Knock Yourself Out (Flying on Instruments) | Hendrix, Jerry Simon  | 6:54 |
| 8.    | Simon Says                                 | Knight                | 3:37 |
| 9.    | Station Break                              | Hendrix, Simon        | 2:31 |
| 10.   | Strange Things                             | Knight                | 2:56 |
| 11.   | Hornet's Nest                              | Hendrix, Simon        | 5:09 |
| 12.   | You Don't Want Me                          | Knight                | 2:21 |
| 13.   | You Can't Use My Name (Dialogue de studio) |                       | 0:57 |
| 14.   | Gloomy Monday                              | Knight                | 3:32 |
| 49:35 |                                            |                       |      |